# Lumberjacks de Northern Arizona
Les Lumberjacks de Northern Arizona sont les équipes sportives universitaires représentant l'université du Nord de l'Arizona (NAU) à Flagstaff, en Arizona, en sport interuniversitaire. L'université possède 15 équipes : basket-ball masculin et féminin, cross-country et athlétisme masculins et féminins, tennis masculin et féminin, golf féminin, football féminin, natation et plongée féminines, volleyball féminin et football américain. Les Lumberjacks participent à la division I de la NCAA et sont membres de la Big Sky Conference à l’exception de l’équipe féminine de natation et de plongée qui est membre affilié de la Western Athletic Conference. 

## Football américain
L’équipe participe à la division 1 de la NCAA et est membre de la conférence Big Sky. La première équipe de football de l'école est formée en 1915. L'équipe joue ses matchs à domicile au Walkup Skydome (en), qui compte 17 500 places. Ils sont entraînés par Chris Ball (en).

## Les équipes
| Masculines             | Féminines              |
| ---------------------- | ---------------------- |
| Basket-ball            | Basket-ball            |
| Cross-country          | Cross-country          |
| Football               | Football               |
| Tennis                 | Tennis                 |
| Athlétisme (indoor)    | Athlétisme (indoor)    |
| Athlétisme (extérieur) | Athlétisme (extérieur) |
|                        | Natation & Plongée     |
|                        | Golf                   |
|                        | Volley-ball            |

## Championnats nationaux
| Association | Division   | Sport         | Année | Adversaire | Score   | Réf   |
| ----------- | ---------- | ------------- | ----- | ---------- | ------- | ----- |
| NCAA        | Division 1 | Cross-country | 2016  | Stanford   | 125-158 | [ 3 ] |
| NCAA        | Division 1 | Cross-country | 2017  | Portland   | 74-127  | [ 4 ] |
| NCAA        | Division 1 | Cross-country | 2018  | BYU        | 83-116  | [ 5 ] |
| NCAA        | Division 1 | Cross-country | 2021  | Notre Dame | 60-87   | [ 6 ] |

## Participation aux Jeux olympiques
| Athlète         | un événement       | Année            | Équipe     |
| --------------- | ------------------ | ---------------- | ---------- |
| Maya Benzora    | Saut en longueur   | 1984             | Israël     |
| Victor Castillo | Saut en longueur   | 2004             | Venezuela  |
| Angela Chalmers | 3 000 m            | 1988, 1992       | Canada     |
| Diego Estrada   | 10 000 m           | 2012             | Mexique    |
| Samantha George | 4 x 400 m          | 2000             | Canada     |
| Lopez Lomong    | 1 500 m et 5 000 m | 2008, 2012       | États-Unis |
| Andrew Mavis    | Basketball         | 2000             | Canada     |
| David McNeill   | 5 000 m            | 2012             | Australie  |
| Amin Nikfar     | Lancer du poids    | 2008, 2012       | Iran       |
| Anna Soderberg  | Disque             | 2000, 2004, 2008 | Suède      |
| Georgina Toth   | Marteau            | 2008             | Cameroun   |